# Pałac Tarnowskich w Warszawie

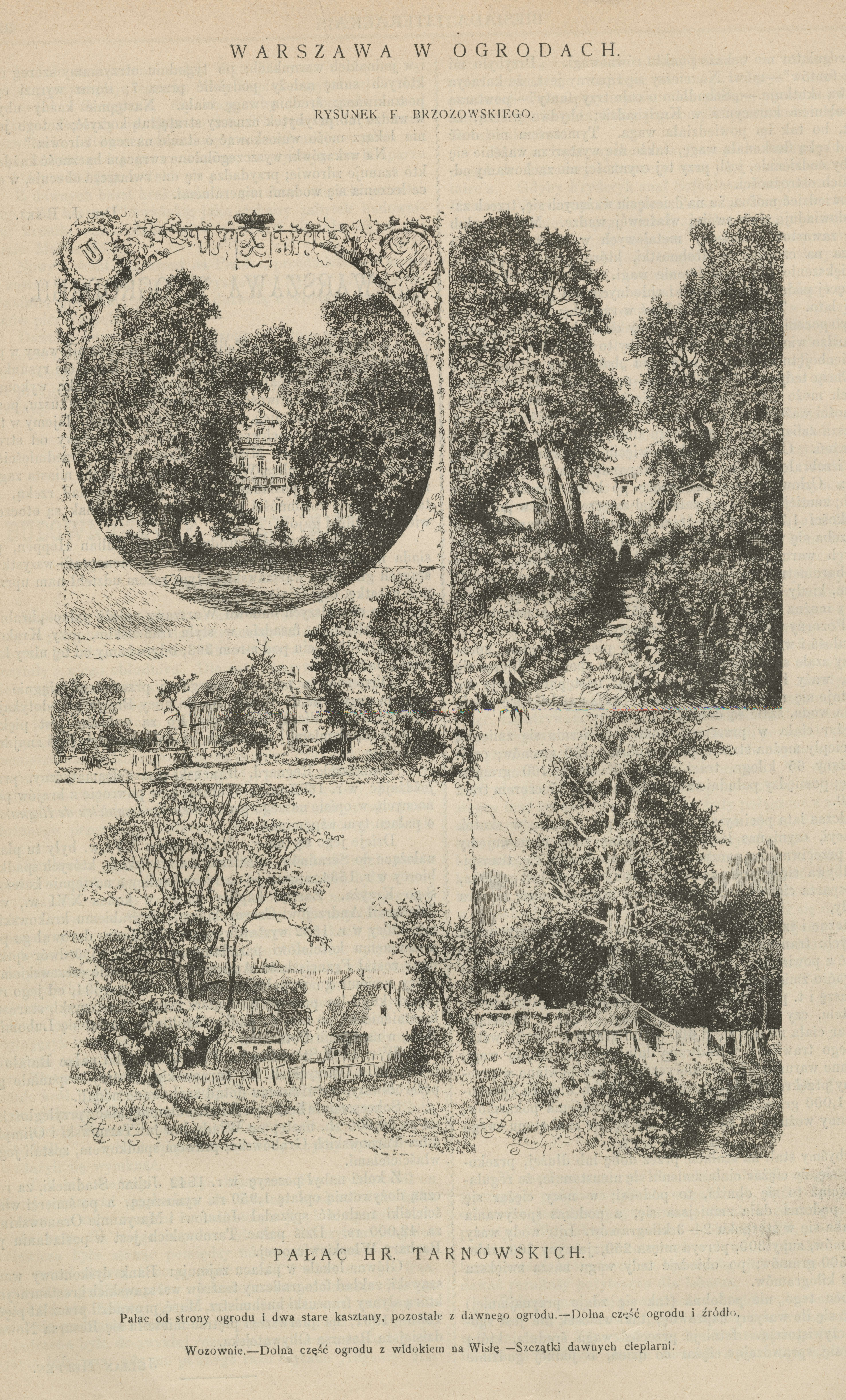
Pałac Tarnowskich na rysunku Feliksa Brzozowskiego (1895)

Pałac Tarnowskich – pałac, który był zlokalizowany w Warszawie na rogu ul. Krakowskie Przedmieście 42/44 i ul. Karowej. Rozebrany w 1898, a w jego miejscu wybudowano Hotel Bristol.

## Historia
Pałac został wzniesiony dla starosty tczewskiego Franciszka Andraulta w roku 1655. Później przeszedł w ręce księcia Kazimierza Czartoryskiego, od 1758 własność Stanisława Lubomirskiego, następnie Ignacego Potockiego i ostatecznie od 1802 własność Tarnowskich.
Początkowo parterowy, przebudowywany kilkakrotnie w XVIII wieku, w latach 1856–1861 mieścił Resursę Obywatelską, która przeniosła się następnie do nowego gmachu. Później mieścił się tu Bank Dyskontowy, który przeniósł się do własnej siedziby na ul. Aleksandra Fredry przed rozbiórką pałacu.
Powstałe w r. 1800 Towarzystwo Przyjaciół Nauk prowadziło sesje powołanych w 1804 r. wydziałów: matematycznego, filozoficznego oraz historii, literatury i języka, m.in. w pałacu wówczas należącym do hr. Rafała Tarnowskiego. W pałacu odbywały się też koncerty muzyczne.
W roku 1809, od czasu bitwy raszyńskiej do końca maja, Warszawa była okupowana przez wojska austriackie, a pałac Tarnowskich zajęto na kwaterę głównodowodzącego w mieście gen. Maiersfelda. Z pokoju pani Peszke, na końcu długiej oficyny, zachodzącej aż na tyły ogrodu, Józef Krasiński (mjr warszawskiej gwardii narodowej) porozumiewał się dzięki teleskopowi z mjr. Józefem Hornowskim, dowódcą garnizonu wojsk napoleońskich na Pradze, mającym kwaterę w nadbrzeżnej kamienicy dokładnie po przeciwnej stronie Wisły, co mogło wpłynąć na przekazanie władzy nad miastem temuż mjr. Krasińskiemu w nocy z 31 maja na 1 czerwca 1809 przez wycofujące się wojska austriackie.
W czasie powstania listopadowego przyjął tam mieszkanie wódz naczelny generał Jan Skrzynecki (mieszkał o ile nie był z wojskiem) z żoną Amelią i dziećmi. Wieczorem 15 sierpnia 1831 r., wobec unikania walki przez gen. Skrzyneckiego na hasło „Wieszać zdrajców!”, zebrany tłum próbował wedrzeć się do pałacu w celu samosądu na rodzinie gen. Skrzyneckiego pod jego nieobecność, do czego jednak ostatecznie nie doszło dzięki dowódcy Gwardii Narodowej gen. Antoniego Ostrowskiego oraz gubernatora Warszawy Jana Krukowieckiego.
W 1897 w pałacowych ogrodach powstała Panorama, a w 1898 pałac uległ rozbiórce pod nowo budowany Hotel Bristol.

## Ekspozycja zachowanych elementów pałacu
Dekoracja Sali (zapewne sypialni) z pałacu Tarnowskich, była eksponowana w Muzeum Narodowym w Warszawie, a po odbudowie Zamku Królewskiego, jest prezentowana na 1. piętrze w południowym skrzydle Zamku, jako wyposażenie pokoju towarzyskiego w apartamencie księcia Stanisława Poniatowskiego, którego dekoracja nie zachowała się. Część dekoracji wnętrz Pałacu Tarnowskich, wraz z intarsjowanym parkietem znalazła się w Kamienicy pod Gigantami w Dużym salonie zwanym też Salonikiem z kominkiem i w Małym Salonie.

## Galeria

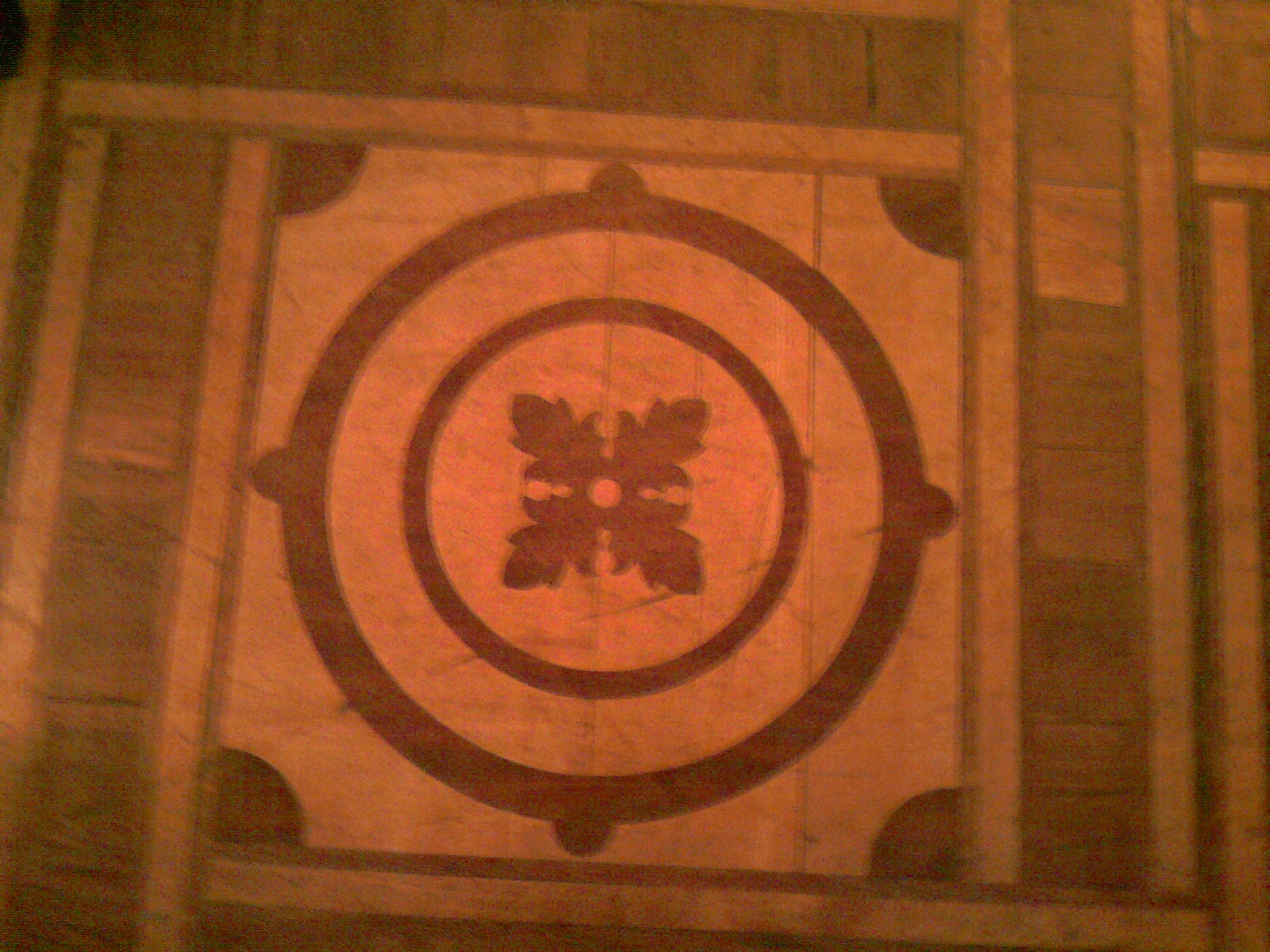
Parkiet zdobiony Intarsją pochodzący z pałacu Tarnowskich, przeniesiony do kamienicy pod Gigantami.
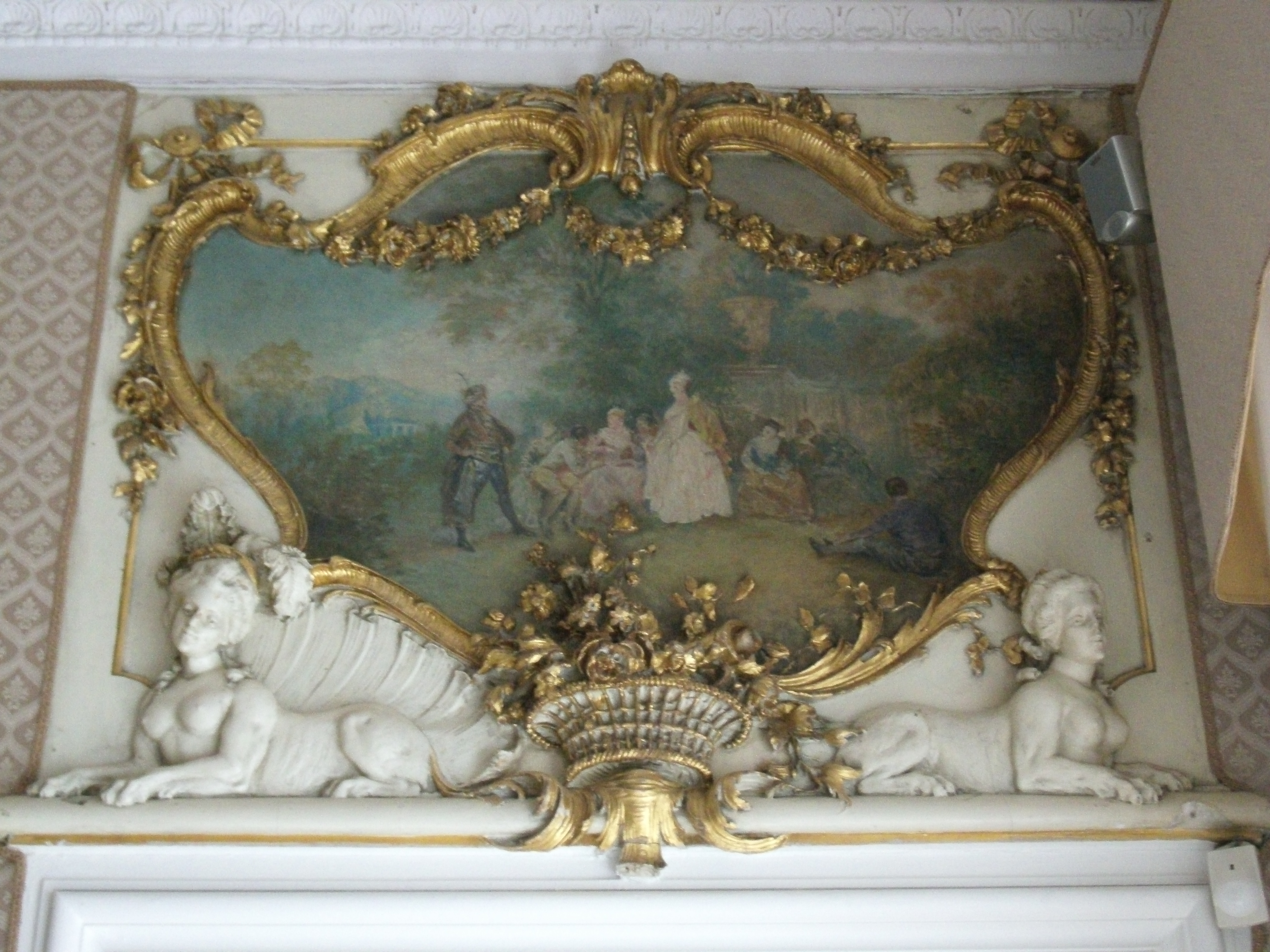
Dekoracja rocaillowa z pałacu Tarnowskich, przeniesiona do kamienicy pod Gigantami. (Salonik z kominkiem - supraporta nad drzwiami przy oknie.)
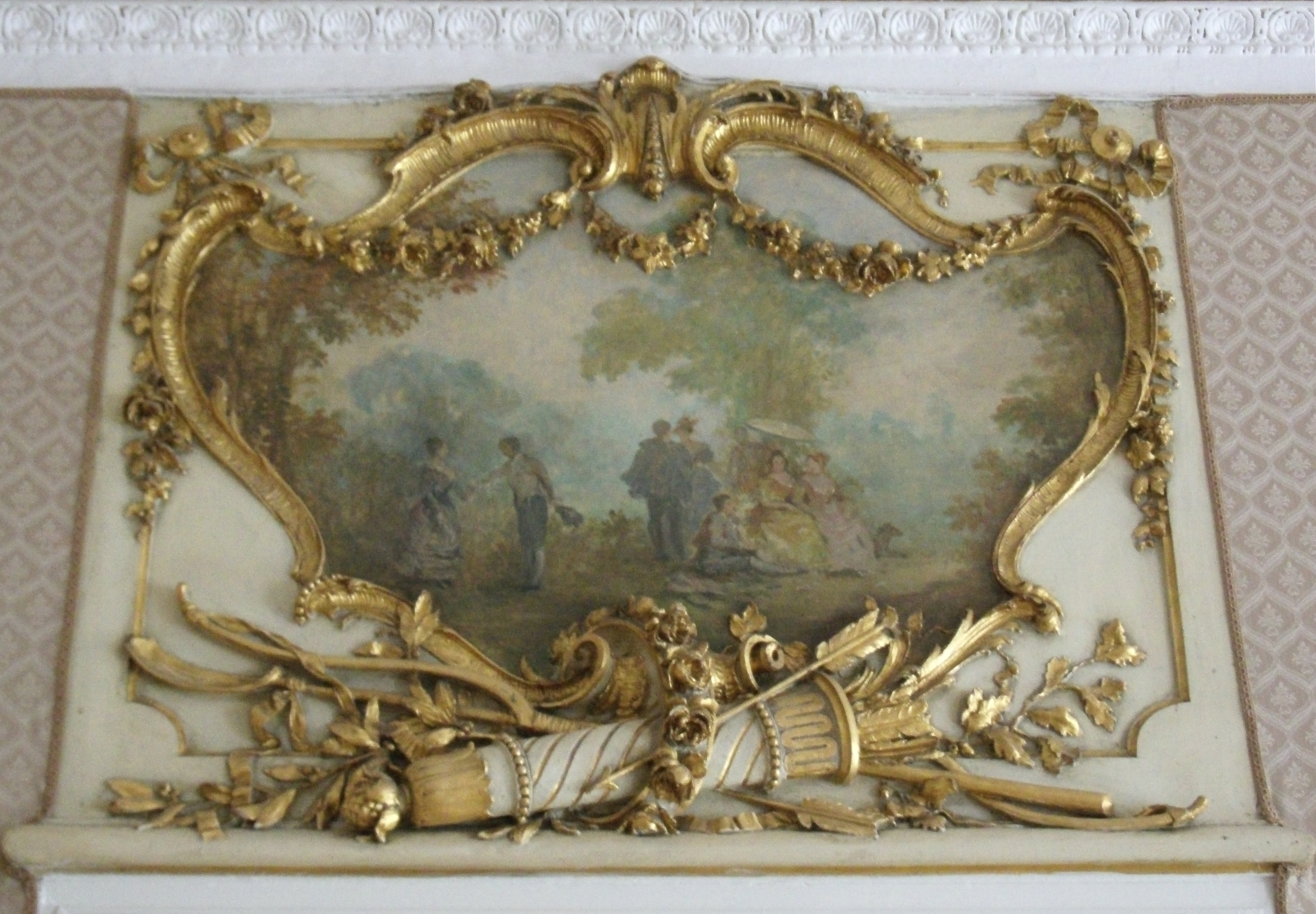
Dekoracja rocaillowa z pałacu Tarnowskich, przeniesiona do kamienicy pod Gigantami. (Salonik z kominkiem - supraporta nad drzwiami przy ścianie.)
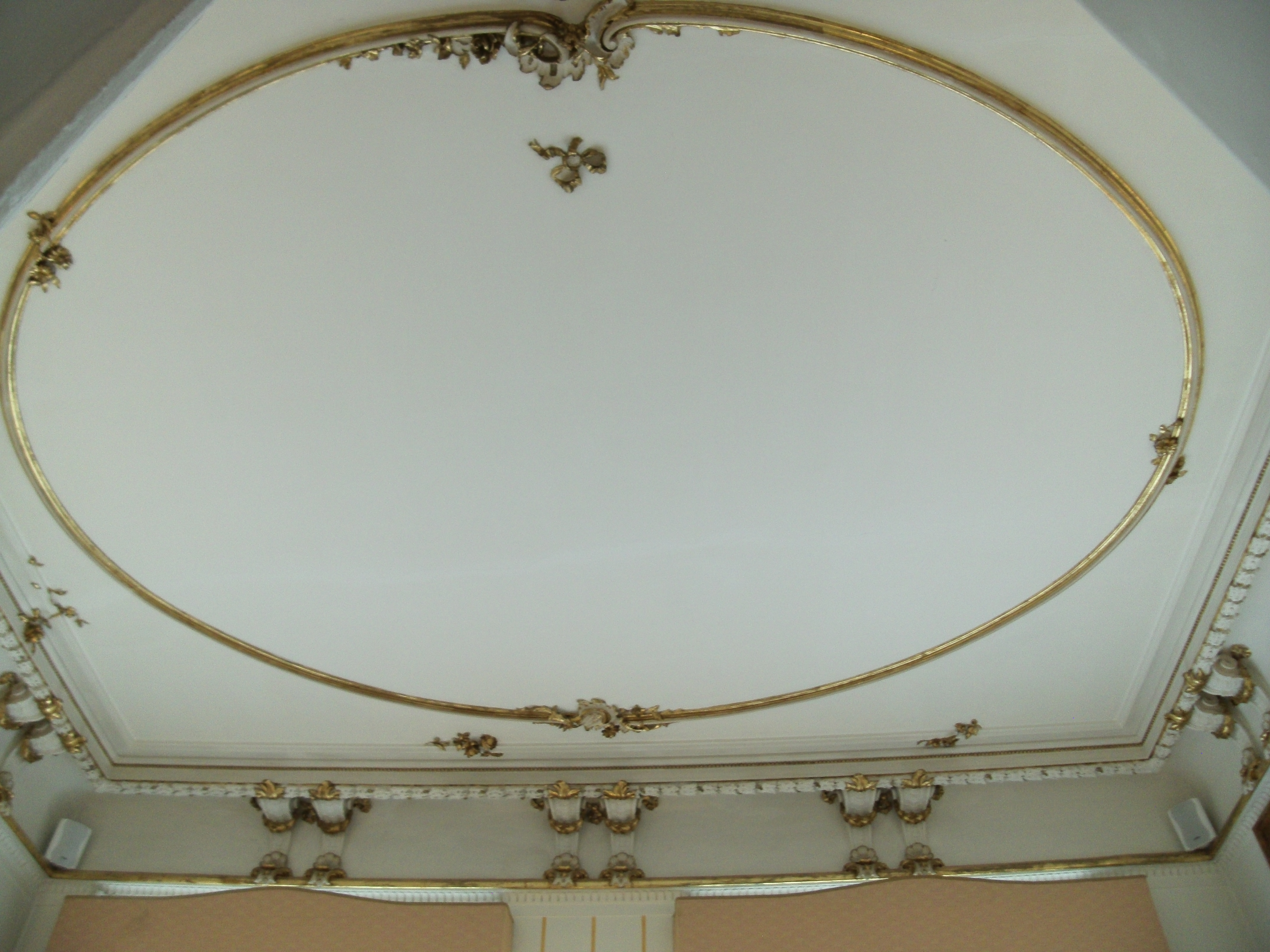
Dekoracja rocaillowa z pałacu Tarnowskich, przeniesiona do kamienicy pod Gigantami. (Mały Salon - dekoracja sufitu.)